# Polyergus lucidus
Polyergus lucidus – gatunek mrówki z podrodziny Formicinae. Jest to narażony na wyginięcie gatunek spotykany jedynie w Stanach Zjednoczonych.